# Thuidium mattogrossense
Thuidium mattogrossense là một loài rêu trong họ Thuidiaceae. Loài này được Broth. mô tả khoa học đầu tiên năm 1900.